# Petersbach
Petersbach é uma comuna francesa na região administrativa de Grande Leste, no departamento Baixo Reno. Estende-se por uma área de 8,84 km². Em 2010 a comuna tinha 665 habitantes (densidade: 75,2 hab./km²).